# Hobbseus
Hobbseus là một chi tôm sông trong họ Cambaridae. 

## Các loài
Chi này gồm 7 loài, trong đó 6 loài là đặc hữu của Mississippi; H. prominens là loài duy nhất sống ở nơi khác, được tìm thấy ở Alabama. 6 loài trong số này được xếp vào danh sách loài dễ tổn thương của sách Đỏ.
- Hobbseus attenuatus Black, 1969 – [4]
- Hobbseus cristatus (Hobbs, 1955) – [5]
- Hobbseus orconectoides Fitzpatrick & Payne, 1968 – [6]
- Hobbseus petilus Fitzpatrick, 1977 – [7]
- Hobbseus prominens (Hobbs, 1966)
- Hobbseus valleculus (Fitzpatrick, 1967) – [8]
- Hobbseus valobushensis Fitzpatrick & Busack, 1989 – [9]